# Gertraude Seidel
Gertraude Seidel (geb. Riedel; * 20. April 1924 in Dresden; † 3. August 2011 ebenda) war eine deutsche Textilgestalterin.

## Leben und Werk
Gertraude Riedel besuchte in Dresden die private Mädchenschule am Josephinischen Mädchenstift. Dort erhielt sie auch Webunterricht. Eine ihrer Mitschülerinnen war die spätere Textilkünstlerin Anneliese Kühl (1923–2009). Gertraude absolvierte dann eine Ausbildung zur Exportkauffrau. Bei den Luftangriffen auf Dresden wurde ihre Familie ausgebombt.
Nach dem Ende des Zweiten Weltkriegs arbeitete Gertraude Riedel in Dresden als Trümmerfrau. Sie machte zwei Jahre eine kunstgewerbliche Ausbildung und studierte ein Semester Keramik.
Von 1949 bis 1957 arbeitete sie als Fremdsprachenkorrespondentin und Exportleiterin. 1952 heiratete sie den Maler Jürgen Seidel. 1964 begann sie in Dresden kunsthandwerklich Textilarbeiten anzufertigen, und sie war dann als Textilgestalterin erfolgreich tätig. Trotz fehlender akademischer Ausbildung wurde sie 1977 wegen ihrer künstlerischen Leistungen in den Verband Bildender Künstler der DDR aufgenommen, dem sie dann bis 1990 angehörte.
Sie hatte Einzelausstellungen und war 1979 und 1985 auf der Dresdner Bezirkskunstausstellung vertreten. Seit 1983 beteiligte sie sich mehrfach an den internationalen Pleinairs für Webkunst in Kowary.
Gertraude Seidel arbeitete vor allem mit Leinen, Jute und farbiger Wolle, auch mit Holz und Papier. Sie schuf insbesondere Applikationen und Gobelins und in den letzten Jahren eigenwillige Wollwickelobjekte. Nach Entwürfen ihres Mannes fertigte sie Paramente für mehrere Kirchen, darunter die Loschwitzer Kirche und die Philippuskirche Gorbitz. Sie stand der Paramentenwerkstatt der Diakonissenanstalt Dresden mit Rat und mit Entwürfen zur Seite. Die Werkstatt wurde 2000 aus wirtschaftlichen Gründen geschlossen.
Ab 1990 war Gertraude Seidel Mitglied des Sächsischen Künstlerbunds bzw. des Künstlerbunds Dresden.

## Werke (Auswahl)
- Äolsharfe (1976; Wandbehang, Wirktechnik, Wolle; Kunstgewerbemuseum Dresden, Inv.-Nr. 44114)[3]
- Orakel (1983, Wandbehang, Wirktechnik, drei Teile je 55 × 58 cm; Kunstgewerbemuseum Dresden, Inv.-Nr. 48209)[4]

## Einzelausstellungen (unvollständig)
- 1978: Dresden, Galerie Nord (Applikationen; mit Jürgen Seidel)
- 1986: Schmölln
- 1989: Dresden, Galerie Kunst der Zeit (mit Otto Gerhard Müller)
- 1994 und 2004: Dresden-Loschwitz, Galerie am Damm
- 1998: Dresden, Schloss Pillnitz